# Grafing bei München
Grafing bei München est une ville de Bavière (Allemagne), située dans l'arrondissement d'Ebersberg, dans le district de Haute-Bavière.
La commune est jumelée avec la ville de Saint-Marcellin dans l'Isère depuis 1993.